# بيورن (وستفاليا)
بورن (وستفالن) (بالألمانية: Büren, Westphalia) هي بلدة ألمانية تقع في ألمانيا في بادربورن.[بحاجة لمصدر] يقدر عدد سكانها بـ 21,603 نسمة .

## أعلام
- ميشيل هانكة